# Tetradium calcicolum
Tetradium calcicolum là một loài thực vật có hoa trong họ Cửu lý hương. Loài này được (Chun ex C.C. Huang) T.G. Hartley miêu tả khoa học đầu tiên năm 1981.